# 3e brigade Spetsnaz de la Garde
Pour les articles homonymes, voir 3e brigade.
La 3e brigade spetsnaz de la Garde Varchovsko-Berlinskaïa des ordres du Drapeau rouge et de Souvorov de 3e classe (numéro d'unité militaire 21208), est une brigade des forces spéciales de la Direction principale du renseignement (GRU) et donc des Forces armées de la fédération de Russie, basée à Togliatti depuis 2010.

## Historique

### Guerre en Ukraine
Le 16 mai 2015, les troupes des forces armées ukrainiennes de la 92e brigade mécanisée ont capturé deux soldats russes de la 3e brigade lors d'un affrontement près de la ville de Shchastya (oblast de Lougansk,). Les soldats capturés déclarent appartenir aux Spetsnaz de Togliatti, en particulier l'unité militaire 21208. Le 18 mai 2015, la police disperse une brève manifestation d'environ 12 personnes à un poste de contrôle près de la base de Togliatti, certains manifestants exprimant leur inquiétude au sujet des Russes capturés en Ukraine. Alors que le représentant des militants prorusses Edouard Bassourine déclare que les Russes capturés s'avèrent être Yevgueni Vladimirovitch Yerofeïev (russe : Евгений Владимирович Ерофеев) et Alexandre Anatolievitch Alexandrov (Александр Анатольевич Александров), membres de la milice populaire de la république populaire de Louhansk, des responsables de l'Organisation pour la sécurité et la coopération en Europe déclarent que les deux captifs ont admis être membres de l'armée russe. Un an plus tard, en mai 2016, les soldats sont  échangés contre Nadia Savtchenko, une citoyenne ukrainienne détenue en Russie.
Le 4 octobre 2022, la BBC rapporte que la brigade a subi ses pires pertes à ce jour lors des combats à Lyman, en Ukraine, avec la possibilité que 75% des troupes de la compagnie de reconnaissance de l'unité soient perdus,.
Au 30 novembre, BBC News Russian & Mediazona estime que l'unité a perdu 56 soldats dans les combats,.

## Soldats notables
176 commandos de la brigade ont reçu des distinctions pour leur bravoure au combat. Trois commandos ont reçu le titre de héros de la Fédération de Russie :
- Maître de la Garde Anton B. Outchakov (1972-1995) à titre posthume.
- Lieutenant de la Garde Alexeï Derguounov (1979–2003) à titre posthume.
- Major de la Garde Alexeï R. Prouchkine (1962–1990) à titre posthume.

## Structure
QG de la 3e brigade à vocation spécifique
- Compagnie des signaux
- Compagnie d'armes spéciales
- Compagnie de soutien
- Compagnie de sécurité
- Compagnie de logistique
- Peloton d'ingénierie
- Peloton de sapeurs
- Centre médical
- Unité de formation

1er détachement à vocation spécifique (1er bataillon)
- 1er compagnie à vocation spécifique ;
- 2e compagnie à vocation spécifique ;
- 3e compagnie à vocation spécifique ;
- Compagnie de logistique
- Compagnie de communication
- Peloton de sécurité
- Groupe minier
- Peloton d'ingénierie
- 1er peloton médical

790e détachement à vocation spécifique (2e bataillon)
- 4e compagnie à vocation spécifique ;
- 5e compagnie à vocation spécifique ;
- 6e compagnie à vocation spécifique ;
- Compagnie de logistique
- Compagnie de communication
- Peloton de sécurité
- Groupe minier
- Peloton d'ingénierie
- 2e peloton médical

791e détachement à usage spécial (3e bataillon)
- 7e compagnie à vocation spécifique ;
- 8e compagnie à vocation spécifique ;
- 9e compagnie à vocation spécifique ;
- Compagnie de logistique
- Compagnie de communication
- Peloton de sécurité
- Groupe minier
- Peloton d'ingénierie
- 3e peloton médical

En 2012, les brigades spetsnaz disposeraient d'environ 1 600 soldats au complet. La taille exacte des unités des forces spéciales est classifiée ; on ne sait pas quelle est la taille de la 3e brigade.

## Décorations
| Ruban | Titre                  | Année | Localisation |
| ----- | ---------------------- | ----- | ------------ |
|       | Ordre de Souvorov      | 1945  | Allemagne    |
|       | Ordre du Drapeau Rouge | 1944  | Pologne      |
|       | Ordre de Saint-Georges | 2010  | Russie       |